# Union des vaillants et vaillantes
L'Union des vaillants et vaillantes era un'organizzazione giovanile francese (molto simile ai Pionieri Italiani) legata al Partito Comunista Francese, che si rifaceva ai tratti dello scautismo, pur contrastandolo politicamente.

## Origine
Alcuni gruppi dei "Pionieri Rossi" furono creati prima del 1939 ma senza una vasta adesione. Il loro presidente era Antonin Clergues. Dopo la Liberazione, il 12 dicembre 1944, fu firmato un accordo tra i Giovani Comunisti e gli Éclaireurs de France (in seguito divenuti Éclaireuses et Éclaireurs de France, EEdF). Da allora leader del movimento legato ai Giovani Comunisti Francesi, furono formati dall’(EdF). L'adesione ai Giovani Comunisti e all'EdF fu possibile fino all'età di sedici anni. Un accordo simile fu firmato tra il Partito Comunista Francese e la corrispondente associazione femminile (Éclaireuses de France).
L'Union des vaillants et vaillantes fu creata dopo la Liberazione della Francia, nel 1946, attorno al settimanale Vaillant, era ostile allo scautismo. Nonostante ciò, i Valliants usarono le sue sciarpe (bicolore), i gagliardetti, alcuni metodi e parte della terminologia. Si prefiggevano tre compiti: una parola d'ordine "En Avant"; un motto "Unir et Servir"; l'inno "Nous, Vaillants".
I membri portavano un basco, uno stemma sulla manica sinistra: blu per i valorosi, rosso per i pionieri, bianco per i più giovani, un distintivo per le squadre illustri, una V rossa su un diamante giallo indossato sul taschino sinistro della camicia. Nei primi anni i gruppi avevano anche il cappellone scout e due fasce pettorali.
L'Union des vaillants et vaillantes era associata alla Federazione Mondiale della Gioventù come la consorella italiana chiamata Associazione Pionieri Italiani il cui il presidente era Carlo Pagliarini.  Le due organizzazioni giovanili negli anni 50 organizzarono insieme degli scambi culturali ma anche campeggi sia Italia che in Francia. I periodici pubblicati dalle due organizzazioni giovanili, Vaillant e Pioniere, si scambiarono articoli e tavole per fumetti che furono pubblicati per i loro rispettivi lettori.

## Critiche allo scautismo
Già prima della guerra, il Partito Comunista Francese aveva preso sul serio lo scautismo. Pertanto, la sezione Agitazione e Propaganda pubblicò un numero speciale della Rivista di denuncia proletaria (n. 13 del 1933) dedicato alle organizzazioni giovanili. Lo scautismo, e in particolare il suo ramo cattolico, all'epoca molto dinamico, fu oggetto di un dossier. In particolare, si evidenziano le schede su "scouting e imperialismo" e "scouting contro il proletariato".
Il primo segretario generale dei Vaillants fu Yves Morel e il primo commissario nazionale fu Marcel Merville. Quest'ultimo, aderì ai Giovani Comunisti di Francia nel 1935, al Partito Comunista Francese nel 1939, per poi partecipare alla Resistenza nelle file del gruppo Francs-Tireurs et Partisans con lo pseudonimo di Grégoire Bergeret. Insegnante, era anche molto impegnato nel sindacato. Nel suo pamphlet di critica dello scautismo La Duperie du scoutisme, Marcel Merville parla dei giovani scout francesi come di un movimento fascista. Per lui, lo scautismo era "il figlio naturale del paternalismo" al servizio della "reazione clericale". E conclude:
(Marcel Merville, La duperie du scoutisme)

## Periodo 1946-1970
La rivista mensile "Nous les Vaillants et Vaillantes" si rivolgeva ai commissari e ai dirigenti locali con spirito educativo e militante. Nel 1948 diventa "Bâtisseurs d'avenir".
Fu organizzato un grande campo a Eguzon. L'imitazione dello scautismo dell'epoca, in particolare dell'EEdF, appare deliberata.
Strettamente legato al Partito Comunista Francese, questo movimento si radicò nei quartieri popolari, ma non ebbe successo nel resto della Francia. Tuttavia, la realizzazione di questo progetto sembrava preoccupare gli Éclaireurs de France. Ogni anno, uno o più gruppi di Vaillants venivano inviati al grande campo dei pionieri di Artek, a Gurzuf, nella penisola della Crimea, in Unione Sovietica. Nel 1961, il gruppo Louis Pasteur di Septèmes-les-Vallons offrì un erbario a Maurice Thorez: massimo dirigente comunista francese.
Nel 1962, lo stato nominale delle associazioni conta 7000 membri dei Vaillants in 124 gruppi locali organizzati in 23 federazioni. Sembrerebbe essere il massimo per quanto riguarda un'associazione legata al Partito Comunista Francese, che in quel periodo era nel pieno della sua attività, in un periodo in cui i figli del cosiddetto "baby boom" erano molto numerosi.

## Scioglimento
Dal 1967 in poi, i Vaillants organizzarono delle "Cavalcate dell'amicizia" annuali in cui i temi e i riferimenti scout scomparvero.
Questa organizzazione, che non andò oltre la forma di para-scautismo municipale, si trasformò, nel 1970, nei Pionniers de France, che seguivano i bambini dai 6 ai 15 anni. All'inizio degli anni '80, i Pionniers de France contavano 4.000 educatori e 50.000 bambini affidati alle loro cure, cifra che sembra essere sovrastimata. Il loro manifesto afferma che "l'educazione dello spirito del comunista costituisce l'originalità e il dovere dell'organizzazione".
A partire dal 2003, l'organizzazione diventa Enjeu, un movimento di attivisti legati alle politiche di quartiere e all'infanzia. In seguito, con sede a Villetaneuse, si fa di nuovo riferimento ai soli Pionieri.